# الحركة العامة للكشافة والمرشدات
الحركة العامة للكشافة والمرشدات في ليبيا هي حركة كشافة ليبية أهلية تطوعية غير سياسية تربوية والانتساب إليها مفتوح للجميع دون التفات للجنس أو الدين أو العرق. وبلغ عدد أعضائها في 2008 من الكشافة والمرشدات 18,500 عضو. كما حصل ثلاثة من قياديها على وسام الذئب البرونزي هم علي خليفة الزائدي، منصور الكيخيا ود. محمد افحيمة.

## تاريخ
تأسست أول فرقة كشفية في ليبيا بمدرسة طرابلس الثانوية بقيادة علي خليفة الزائدي الذي اعتبر مؤسس الحركة الكشفية في ليبيا، وفي العام 1954 تأسست أول فرقة كشفية في كل من بنغازي وسبها وصارت عضوا في المنظمة العالمية للحركة الكشفية العام 1958.
كما أن الحركة عضو مؤسس للمنظمة الكشفية العربية منذ العام 1954، كما أنها عضو مؤسس للهيئة العربية للمرشدات عندما عقد أول مؤتمر بطرابلس العام 1966. وعضو مؤسس للاتحاد الكشفي المغاربي منذ 1958. كما أنها عضو في المنظمة الدولية لقدامى الكشافين والمرشدات منذ العام 1988.
وفي العام 1956 حصلت مشاركة كشاف ليبيا على المركز الأول في المخيم الكشفي العربي الثاني في أبي قير، الإسكندرية. وتكونت في العام 1957 أول فرقة للأشبال، وفي العام 1958 تكونت أول فرق للمرشدات في بنغازي وطرابلس، وتم استحداث منطقة كشفية جديدة في مدينة البيضاء عام 1957 .
في العام 1959 تم الاعتراف العالمي بكشاف ليبيا في المؤتمر العام السابع عشر في نيودلهي، الهند وتكونت في العام الذي يليه أول قيادة عامة لكشاف ليبيا.

## محطات

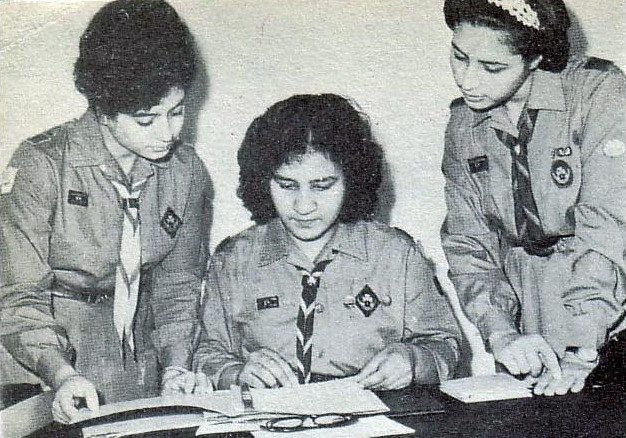
مرشدات ليبيات.

- 1962 - اقامة أول نشاط دولي كشفي في غابة جود دائم كما عقدت به مؤتمر مفوضي العلاقات الخارجية للدول المشاركة في المخيم.
- 1963 - الكشافة والمرشدات يشاركون في إزالة تبعات زلزال المرج.
- 1964 - الاحتفال بالذكرى العاشرة ببلوغ عدد 4643 كشافا، وافتتاح المقر الحالي للكشافة والمرشدات.
- 1966 - الاعتراف العالمي من قبل الحركة الإرشادية الدولية بحركة المرشدات.
- 1970 - افتتاح مسرح الكشاف.
- 1975 - صدور القانون الجديد للحركة الكشفية وتأسيس أول فرقة للكشافة البحرية.
- 1977 - بعثة من المرشدات تقوم في اطار التعاون الإرشادي برحلة استطلاعية إلى اليونان.
- 1998 - استحداث مناطق كشفية جديدة في عدة مناطق بينها البطنان، غدامس، الجبل الغربي والجفرة.[2]
- 2011 - تغيير التسمية من (الحركة العامة للكشافة والمرشدات) إلى (كشاف ومراشدات ليبيا)